# 서영암 나들목
서영암 나들목(W.Yeongam IC)은 전라남도 영암군 학산면 은곡리, 신덕리에 걸쳐 설치된 남해고속도로의 1번 교차로(나들목)이다. 남해고속도로의 기점은 서영암 나들목에서 영암 방향으로 0.38 km 떨어진 지점에 위치해 있다. 목포방면으로 무영로와 직결되어 서해안고속도로 죽림 분기점과 연결된다. 국도 제2호선을 통해 삼호읍내로 진출할 수 있다.

## 연혁
- 2012년 4월 27일 : 남해고속도로 영암 ~ 순천 구간 개통에 따라 영업 개시[1]

## 구조물 정보
- 위치 : 전라남도 영암군 학산면 은곡리, 신덕리

## 접속하는 도로
- 국도 제2호선 (에프1경주장로, 무영로)